# Wasyl Anisimow
Wasyl Iwanowycz Anisimow (ukr. Василь Іванович Анісімов, ros. Василий Иванович Анисимов, ur. 23 stycznia 1938 w Charkowie) – ukraiński lekkoatleta, płotkarz i sprinter. W czasie swojej kariery reprezentował Związek Radziecki.
Zajął 6. miejsce w finale biegu na 400 metrów przez płotki i odpadł w eliminacjach sztafety 4 × 400 metrów na mistrzostwach Europy w 1962 w Belgradzie. Na igrzyskach olimpijskich w 1964 w Tokio zajął dwukrotnie 7. miejsce: w biegu na 400 metrów przez płotki i w sztafecie 4 × 400 metrów (sztafeta radziecka biegła w składzie: Hryhorij Swerbetow, Wiktor Byczkow, Anisimow i Wadim Archipczuk). Zajął 3. miejsce w sztafecie 4 × 400 metrów (w składzie: Byczkow, Anisimow, Imants Kukličs i Archipczuk) w finale Pucharu Europy w 1965 w Stuttgarcie.
Anisimow zdobył brązowy medal w biegu na 400 metrów na europejskich igrzyskach halowych w 1966 w Dortmundzie, za Hartmutem Kochem z NRD i Manfredem Kinderem z RFN. Zajął 4. miejsce w biegu na 400 metrów przez płotki na mistrzostwach Europy w 1966 w Budapeszcie, a radziecka sztafeta 4 × 400 metrów z Anisimowem w składzie odpadła w przedbiegach.
Zwyciężył w sztafecie 4 × 2 okrążenia (w składzie: Nikołaj Iwanow, Anisimow, Aleksandr Bratczikow i Borys Sawczuk) oraz zdobył srebrny medal w sztafecie szwedzkiej 1+2+3+4 okrążenia (w składzie: Sawczuk, Anisimow, Bratczikow i Walerij Frołow) na europejskich igrzyskach halowych w 1967 w Pradze. Na kolejnych europejskich igrzyskach halowych w 1968 w Madrycie zdobył brązowy medal w sztafecie 4 × 2 okrążenia (w składzie: Sawczuk, Anisimow, Siergiej Abalichin i Bratczikow).
Anisimow był mistrzem ZSRR w biegu na 400 metrów przez płotki w latach 1961–1965, w biegu na 200 metrów przez płotki w 1964 i 1966 oraz w sztafecie 4 × 400 metrów w latach 1962–1966.
Czterokrotnie poprawiał rekord ZSRR w biegu na 400 metrów przez płotki, doprowadzając go do wyniku 49,5 s (10 października 1965 w Ałma-Acie, był to pierwszy wynik lekkoatlety radzieckiego poniżej 50 sekund). Również czterokrotnie poprawiał rekord ZSRR w sztafecie 4 × 400 metrów do czasu 3:05,9 (21 października 1964 w Tokio).